# Alyssum pinifolium
Alyssum pinifolium är en korsblommig växtart som först beskrevs av Erasmus Iuliu Nyárády, och fick sitt nu gällande namn av Theodore `Ted' Robert Dudley. Alyssum pinifolium ingår i släktet stenörter, och familjen korsblommiga växter. Inga underarter finns listade i Catalogue of Life.